# Nazionale maschile di pallavolo della Croazia
La nazionale maschile di pallavolo della Croazia è una squadra europea composta dai migliori giocatori di pallavolo della Croazia ed è posta sotto l'egida della Federazione pallavolistica della Croazia.

## Rosa
Segue la rosa dei giocatori convocati per la Volleyball Challenger Cup 2024.
| N° | Nome                  | Ruolo | Data di nascita  | Squadra            |
| -- | --------------------- | ----- | ---------------- | ------------------ |
| 1  | Petar Višić           | P     | 11 febbraio 1998 | Milano             |
| 4  | Kruno Nikačević       | C     | 11 gennaio 1996  | Pineto             |
| 6  | Bernard Bakonji       | P     | 28 novembre 1997 | Kamnik             |
| 7  | Marko Sedlaček        | S     | 29 luglio 1996   | Jastrzębski Węgiel |
| 8  | Sven Jakopec          | C     | 27 febbraio 2005 | HAOK Mladost       |
| 9  | Roko Vlašić           | S     | 11 marzo 2004    | HAOK Mladost       |
| 10 | Filip Šestan          | S     | 6 giugno 1995    | Chaumont           |
| 11 | Petar Đirlić          | O     | 27 maggio 1997   | Powervolley Milano |
| 13 | Hrvoje Pervan         | L     | 8 dicembre 1994  | HAOK Mladost       |
| 15 | Tomislav Mitrašinović | O     | 14 febbraio 2000 | Kamnik             |
| 18 | Marko Repek           | L     | 30 giugno 2003   | HAOK Mladost       |
| 19 | Ivan Zeljković        | S     | 31 agosto 1994   | Saint-Nazaire      |
| 20 | Gabrijel Cvanciger    | O     | 1º agosto 2003   | HAOK Mladost       |
| 22 | Ivan Mandura          | C     | 14 marzo 1997    | Varaždin           |

## Risultati

### Competizioni CEV
| 1948 | non esistente   | -            |
| 1950 | non esistente   | -            |
| 1951 | non esistente   | -            |
| 1955 | non esistente   | -            |
| 1958 | non esistente   | -            |
| 1963 | non esistente   | -            |
| 1967 | non esistente   | -            |
| 1971 | non esistente   | -            |
| 1975 | non esistente   | -            |
| 1977 | non esistente   | -            |
| 1979 | non esistente   | -            |
| 1981 | non esistente   | -            |
| 1983 | non esistente   | -            |
| 1985 | non esistente   | -            |
| 1987 | non esistente   | -            |
| 1989 | non esistente   | -            |
| 1991 | non qualificata | -            |
| 1993 | non qualificata | -            |
| 1995 | non qualificata | -            |
| 1997 | non qualificata | -            |
| 1999 | non qualificata | -            |
| 2001 | non qualificata | -            |
| 2003 | non qualificata | -            |
| 2005 | 8º posto        | Convocazioni |
| 2007 | 14º posto       | Convocazioni |
| 2009 | non qualificata | -            |
| 2011 | non qualificata | -            |
| 2013 | non qualificata | -            |
| 2015 | 15º posto       | Convocazioni |
| 2017 | non qualificata | -            |
| 2019 | non qualificata | -            |
| 2021 | 14º posto       | Convocazioni |
| 2023 | 11º posto       | Convocazioni |

| 2004 | 7º posto        | Convocazioni |
| 2005 | non qualificata | -            |
| 2006 | 2º posto        | Convocazioni |
| 2007 | non qualificata | -            |
| 2008 | non qualificata | -            |
| 2009 | 12º posto       | Convocazioni |
| 2010 | non qualificata | -            |
| 2011 | 8º posto        | Convocazioni |
| 2012 | non qualificata | -            |
| 2013 | 2º posto        | Convocazioni |
| 2014 | non qualificata | -            |
| 2015 | 9º posto        | Convocazioni |
| 2016 | non qualificata | -            |
| 2017 | non qualificata | -            |
| 2018 | non qualificata | -            |
| 2019 | 8º posto        | Convocazioni |
| 2021 | non qualificata | -            |
| 2022 | 3º posto        | Convocazioni |
| 2023 | 3º posto        | Convocazioni |
| 2024 | 2º posto        | Convocazioni |
| 2025 | 10º posto       | Convocazioni |

| 2018 | 1º posto        | Convocazioni |
| 2019 | non qualificata | -            |
| 2021 | 4º posto        | Convocazioni |
| 2022 | non qualificata | -            |
| 2023 | non qualificata | -            |
| 2024 | non qualificata | -            |
| 2025 | non qualificata | -            |

### Competizioni estinte
| 2018 | non qualificata | -            |
| 2019 | non qualificata | -            |
| 2022 | non qualificata | -            |
| 2023 | non qualificata | -            |
| 2024 | 5º posto        | Convocazioni |